# Shuttleworth Collection
Shuttleworth Collection je letecké muzeum sídlící na letišti Old Warden Aerodrome v Old Warden v anglickém hrabství Bedfordshire. Mnoho jeho letadel zůstává letuschopných a často se objevují na leteckých dnech.

## Historie
Rozáhlou sbírku historických letadel ve 30. letech 20. století založil automobilový závodník a pilot Richard Ormonde Shuttleworth. Prvním se roku 1932 stal jeho osobní letoun de Havilland DH.60X Hermes Moth (G-EBWD). Svou sbírku rozvíjel až do roku 1940, kdy zahynul při nočním cvičném letu na bombardéru Fairey Battle. Jeho matka Dorothy Shuttleworthová na jeho počest roku 1944 založila nadaci, která měla sbírku dále rozvíjet. Nadace v průběhu let sbírku výrazně rozšířila a pořídila i prostory pro její uložení. Kromě historických letadel jsou součástí sbírek i jejich repliky, zejména v případě typů z dob počátků letectví a první světové války. Dále sbírka obsahuje motocykly, parní lokomobily, zemědělské traktory, osobní a užitkové automobily. Roku 1963 se hangáry otevřely veřejnosti, takže Shuttleworth můžeme považovat za letecké muzeum. Od roku 1964 se na letišti Old Warden konají letecké dny pro veřejnost.

## Letouny ve sbírkách
- ANEC II
- Avro 504K
- Roe IV Triplane (replika)
- Avro 621 Tutor
- Avro Anson
- Blackburn Type D (nejstarší letuschopné britské letadlo, z roku 1912)
- Blériot XI (nejstarší letuschopné letadlo, z roku 1909)
- Bristol Boxkite (replika)
- Bristol F.2b Fighter
- Bristol M.1
- Comper Swift
- de Havilland DH.51
- de Havilland DH.53 Humming Bird
- de Havilland DH.60 Cirrus Moth
- de Havilland DH.60X Hermes Moth
- de Havilland DH.82A Tiger Moth II
- de Havilland DH.88 Comet
- de Havilland Canada DHC-1 Chipmunk
- Deperdussin Type A monoplane
- Desoutter I
- English Electric Wren
- Gloster Gladiator
- Hawker Cygnet (replika)
- Hawker Hind
- Hawker Hurricane
- Hawker Sea Hurricane Mk.Ib
- Hawker Tomtit
- Messerschmitt Me 163 Komet (maketa trupu s originálním motorem)
- Mignet HM.14
- Miles Magister
- Parnall Elf
- Percival Mew Gull
- Percival Provost T1
- Polikarpov Po-2
- Royal Aircraft Factory S.E.5
- Sopwith Camel (replika)
- Sopwith Pup (upravený dvoumístný Sopwith Dove)
- Sopwith Triplane (replika)
- Southern Martlet
- Supermarine Spitfire LF.Mk.VC
- Westland Lysander Mk.IIIa

## Galerie

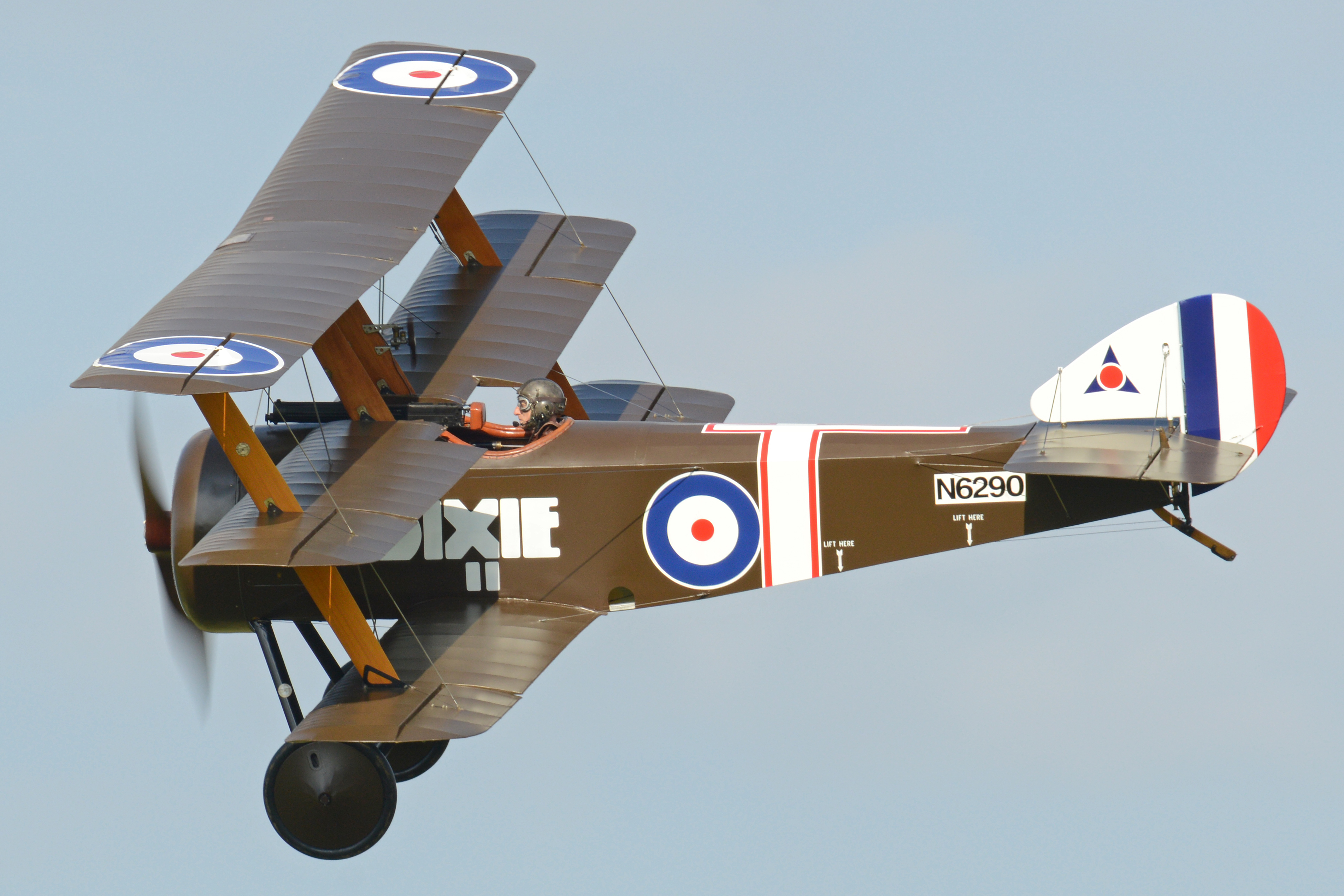
Sopwith Triplane
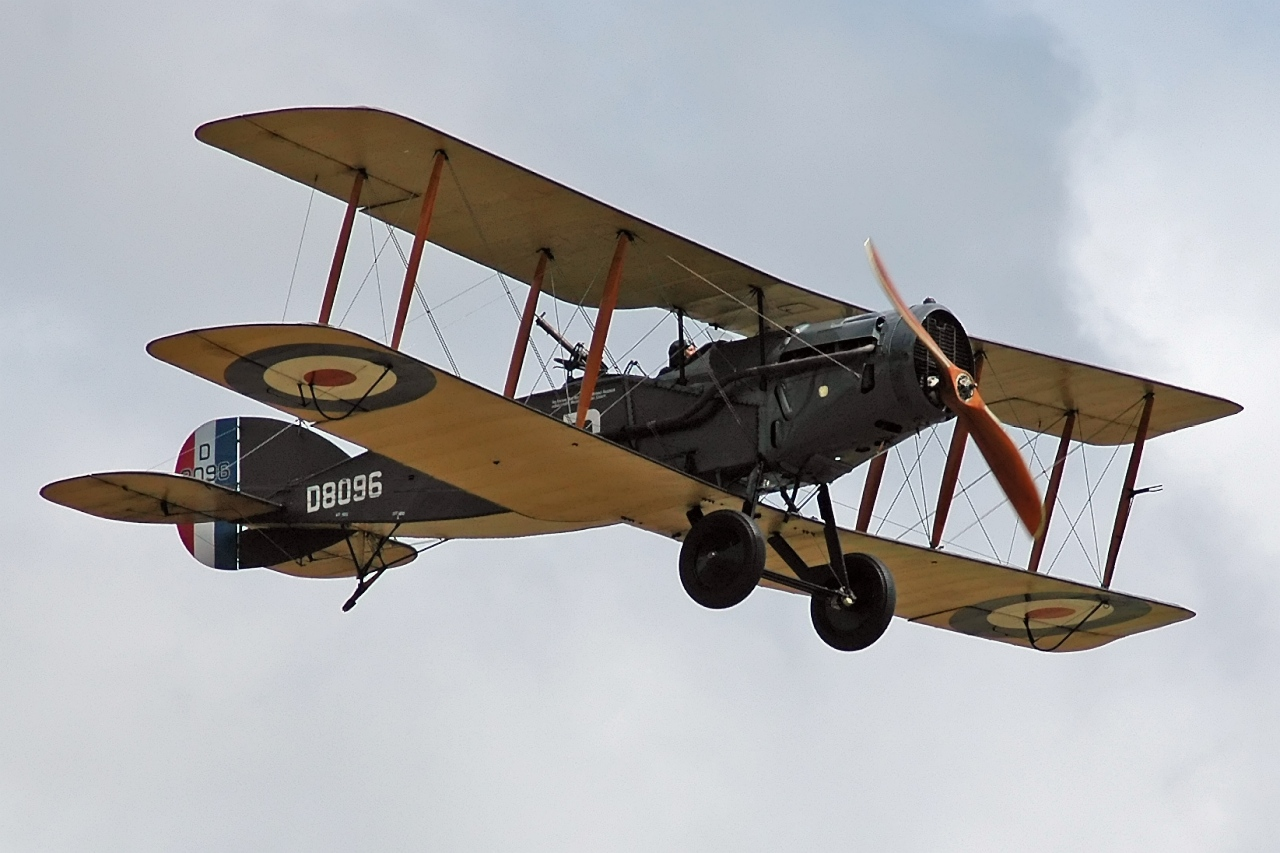
Bristol F.2b Fighter
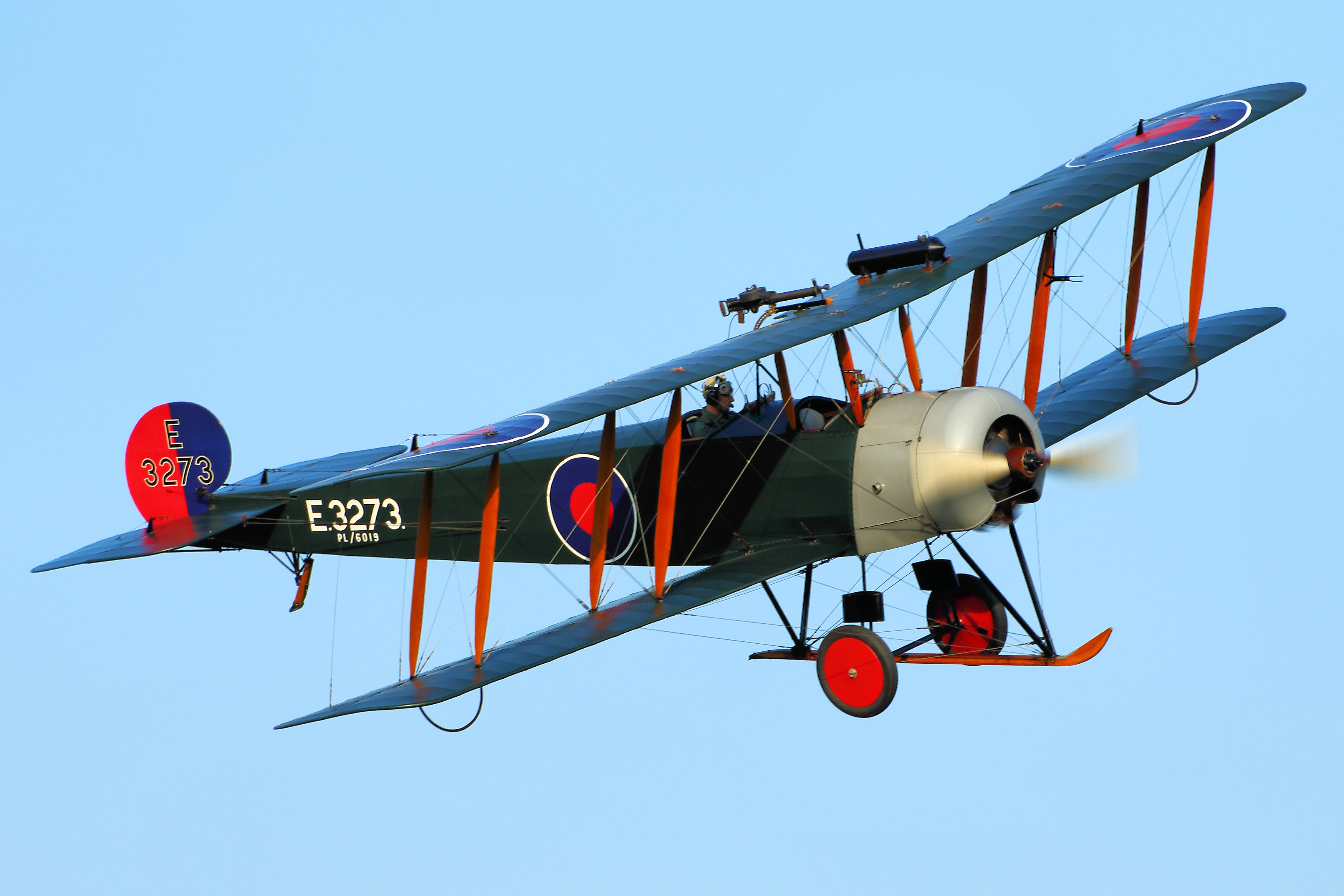
Avro 504K
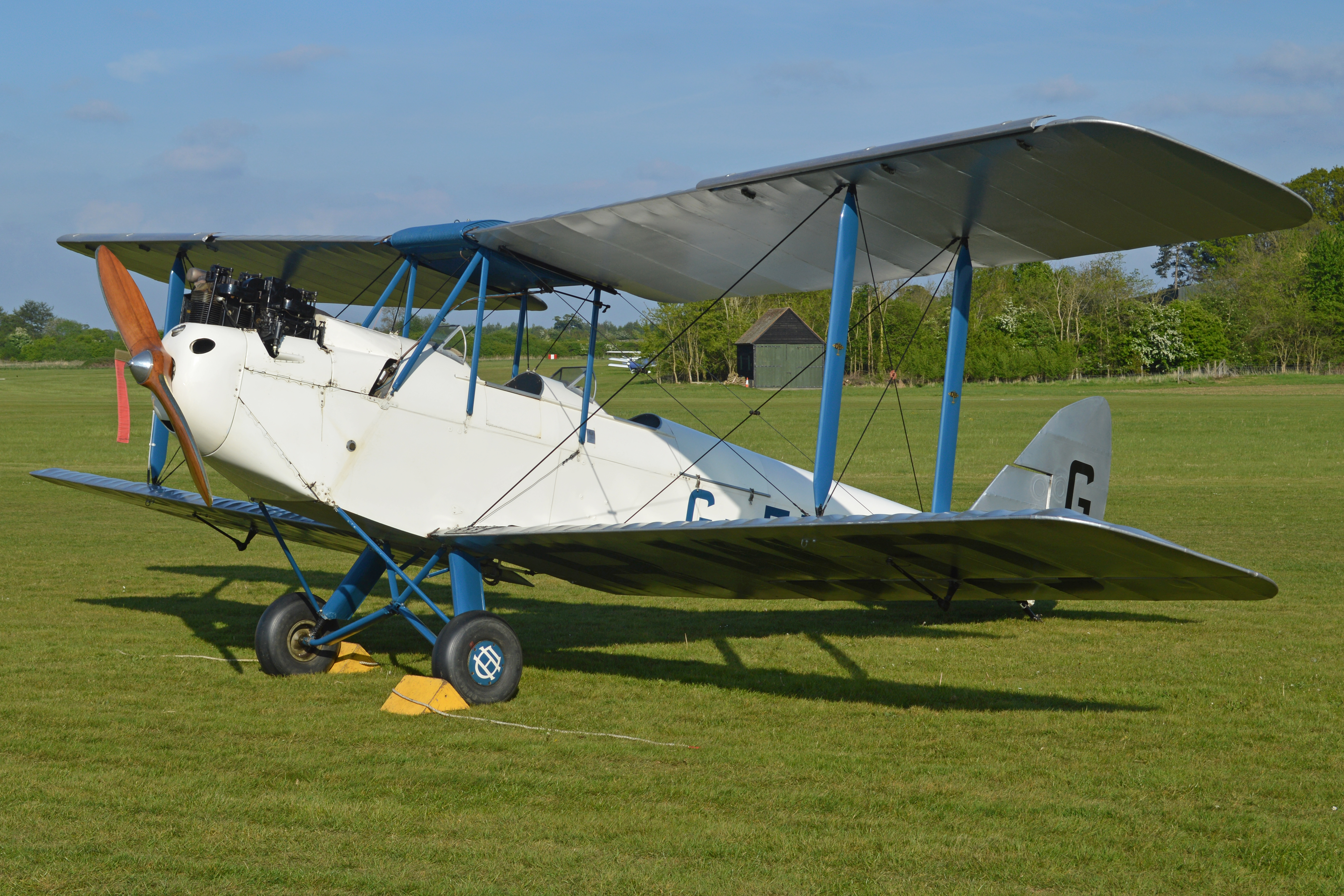
de Havilland DH.60X Hermes Moth
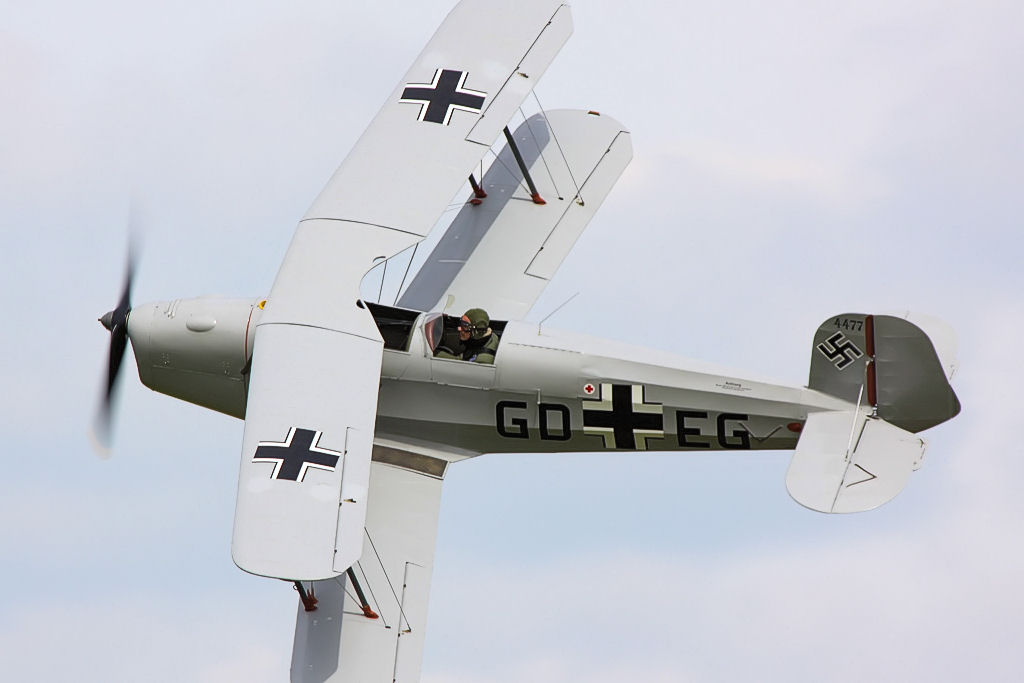
Bücker Bü 131
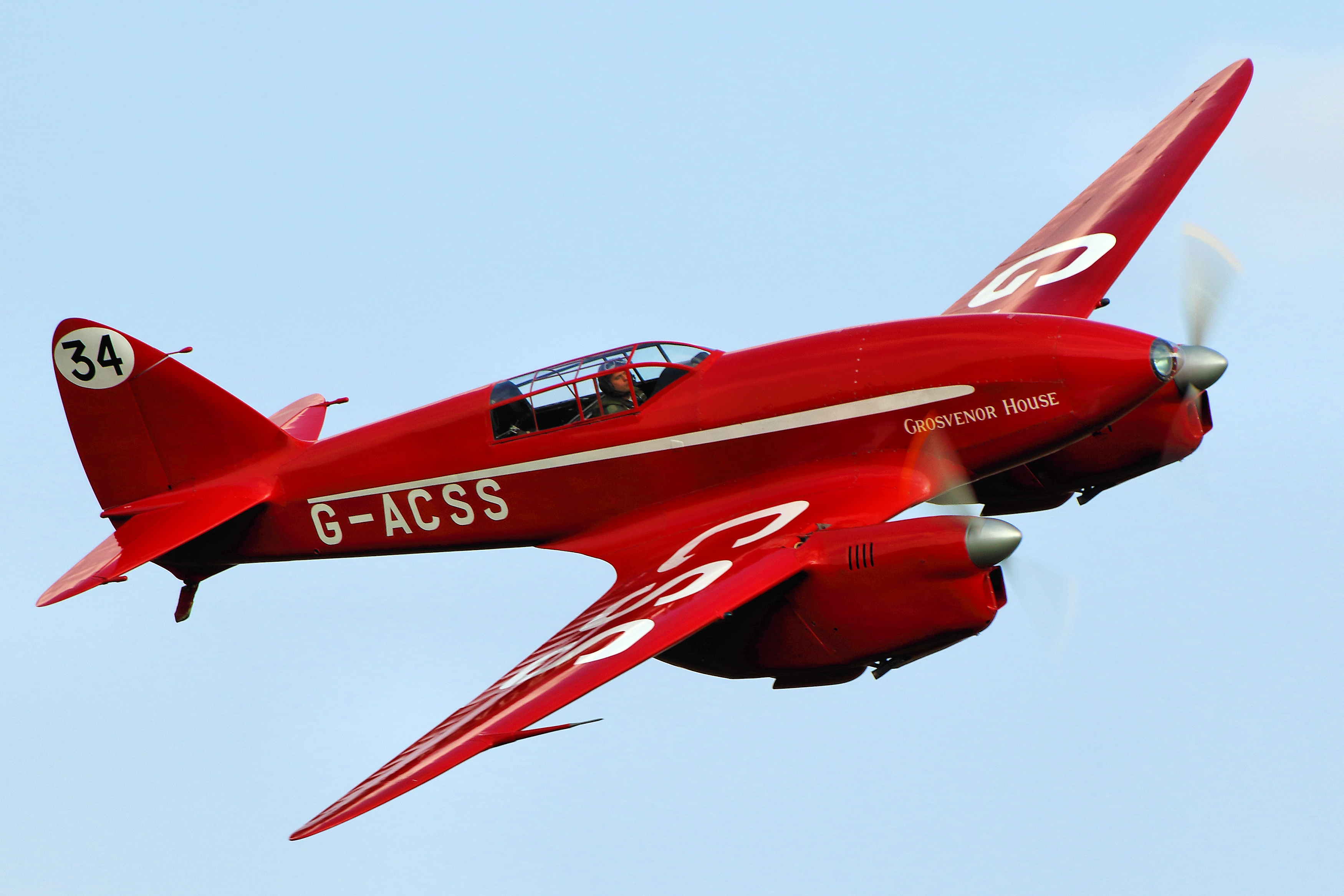
de Havilland DH.88 Comet
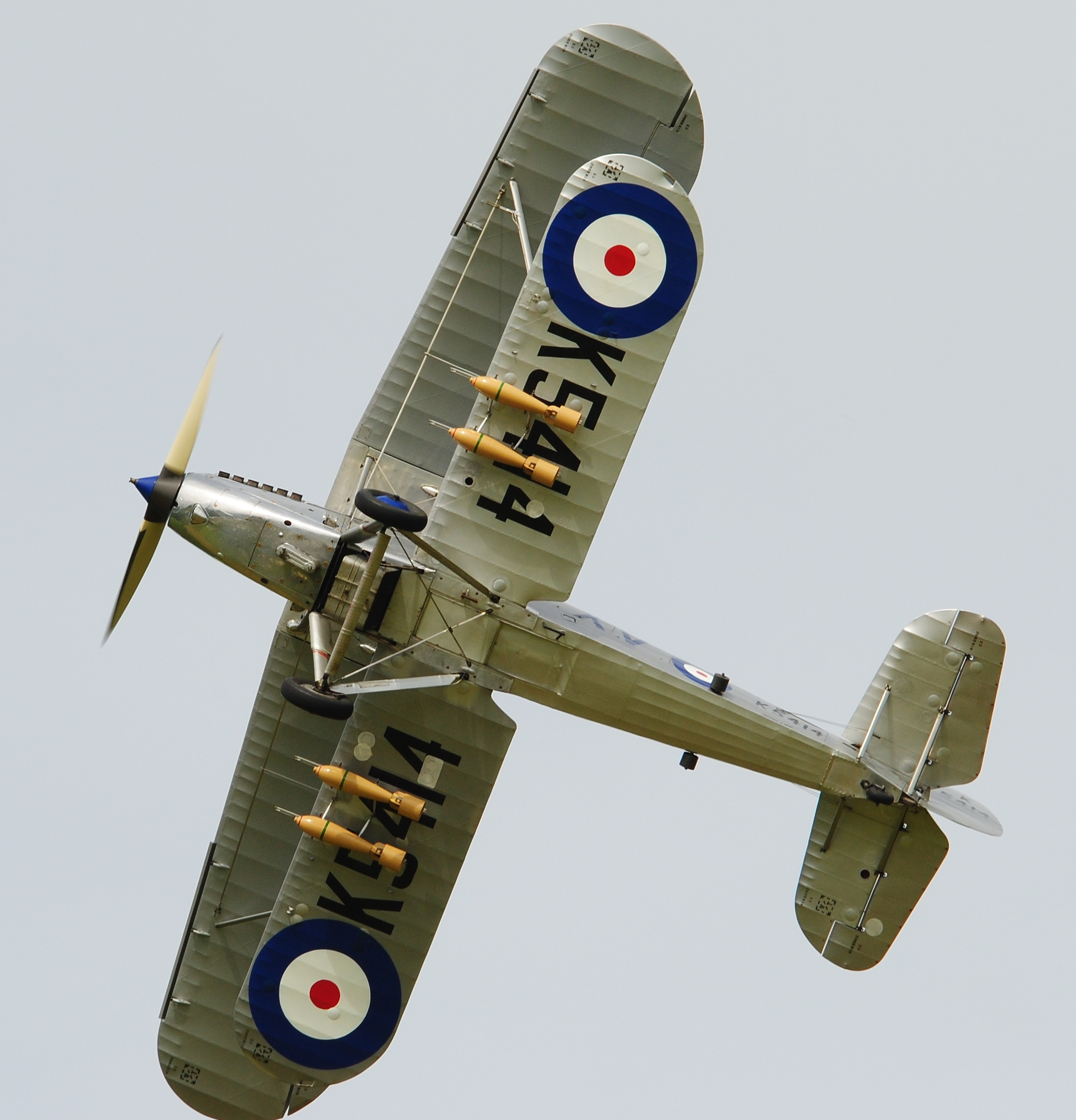
Hawker Hind
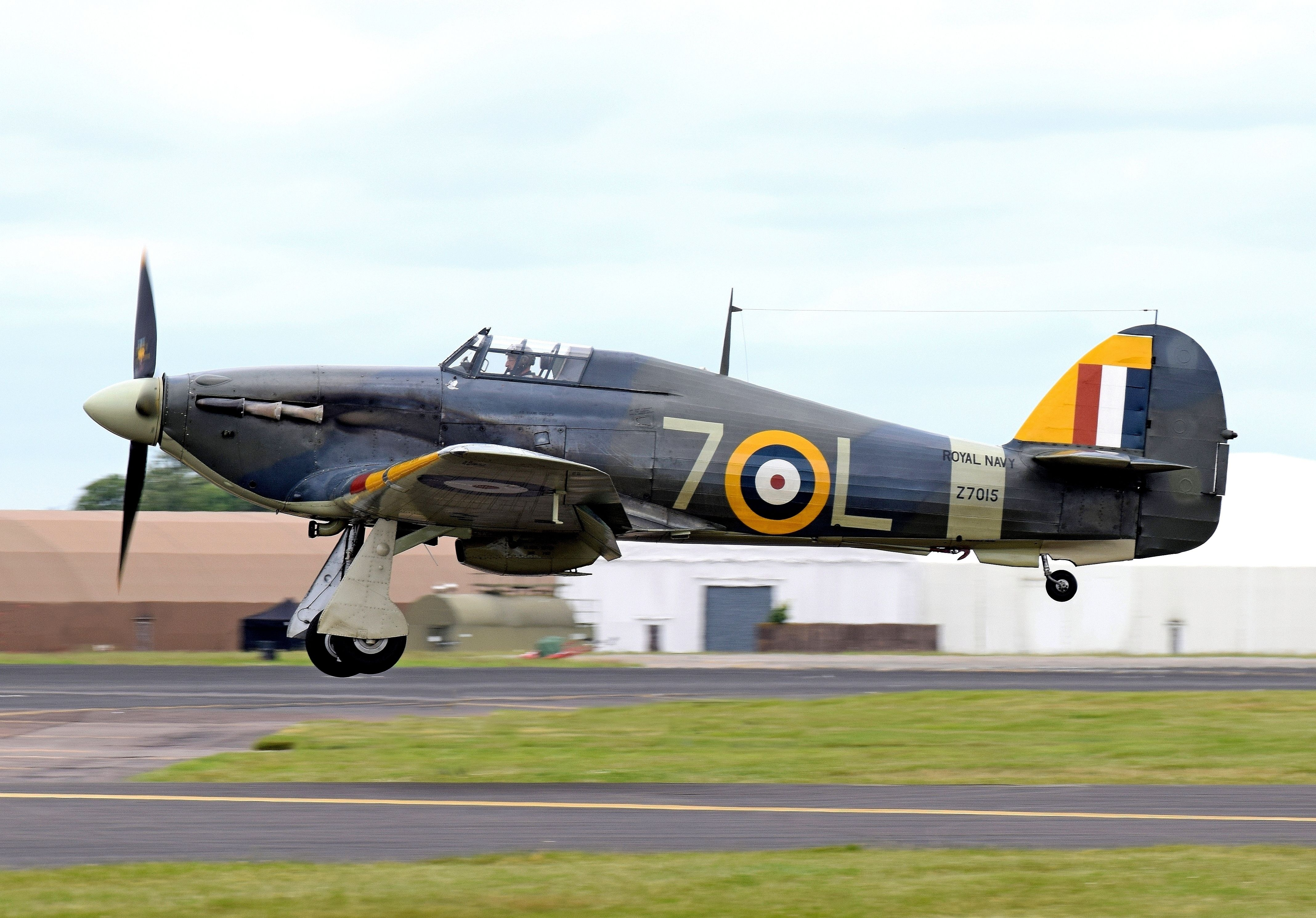
Hawker Sea Hurricane Mk.Ib
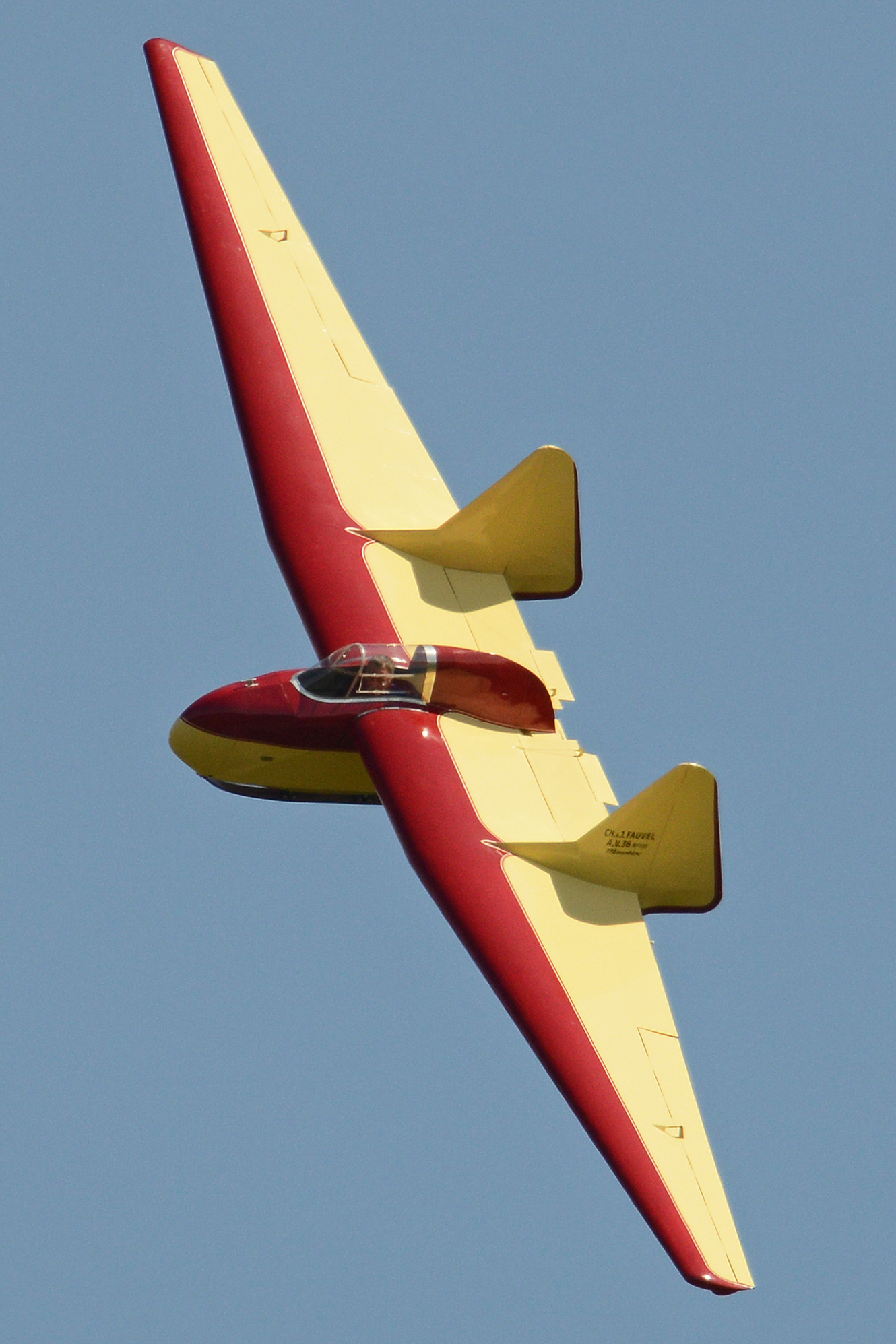
Fauvel A.V.36
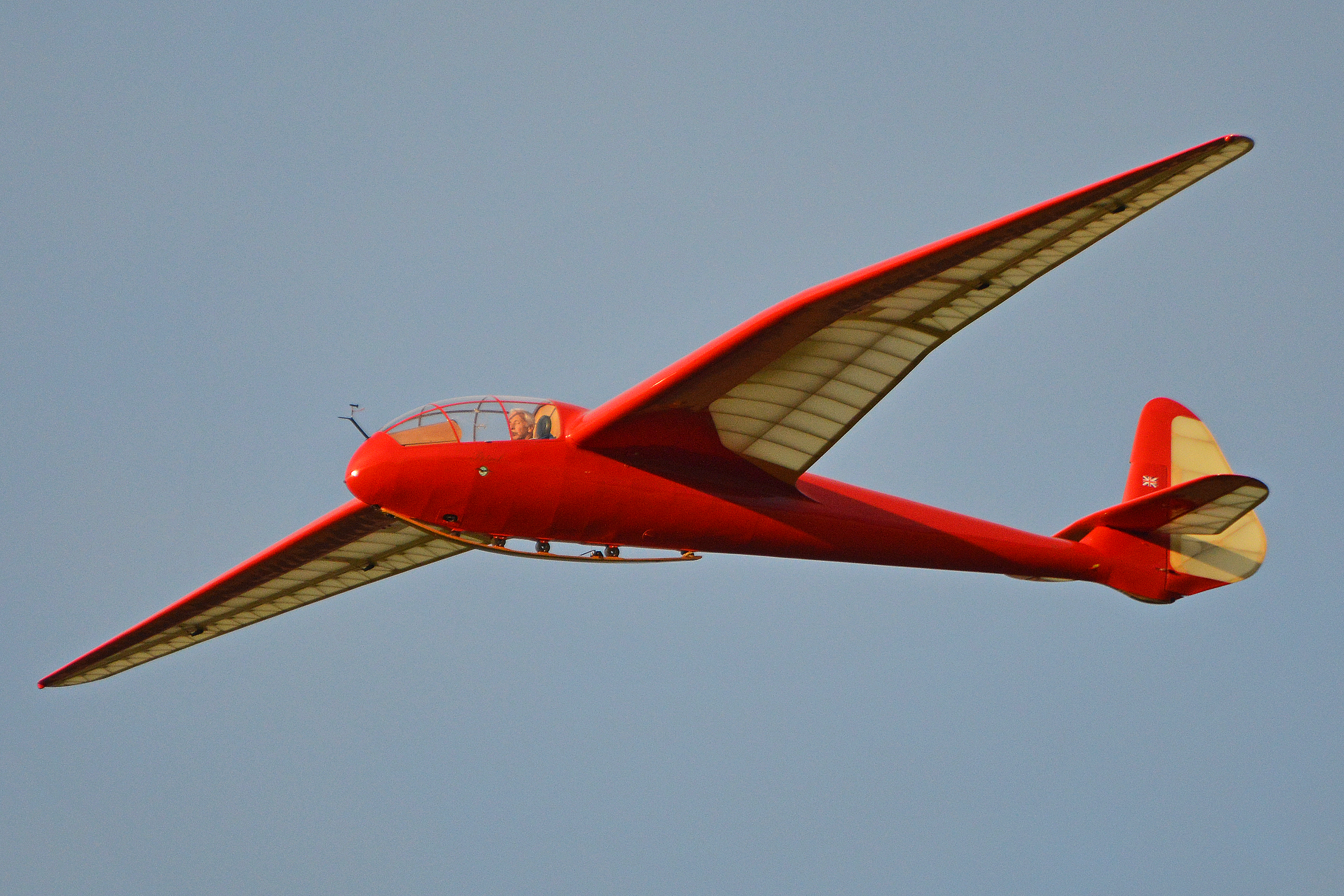
Slingsby T.13 Petrel
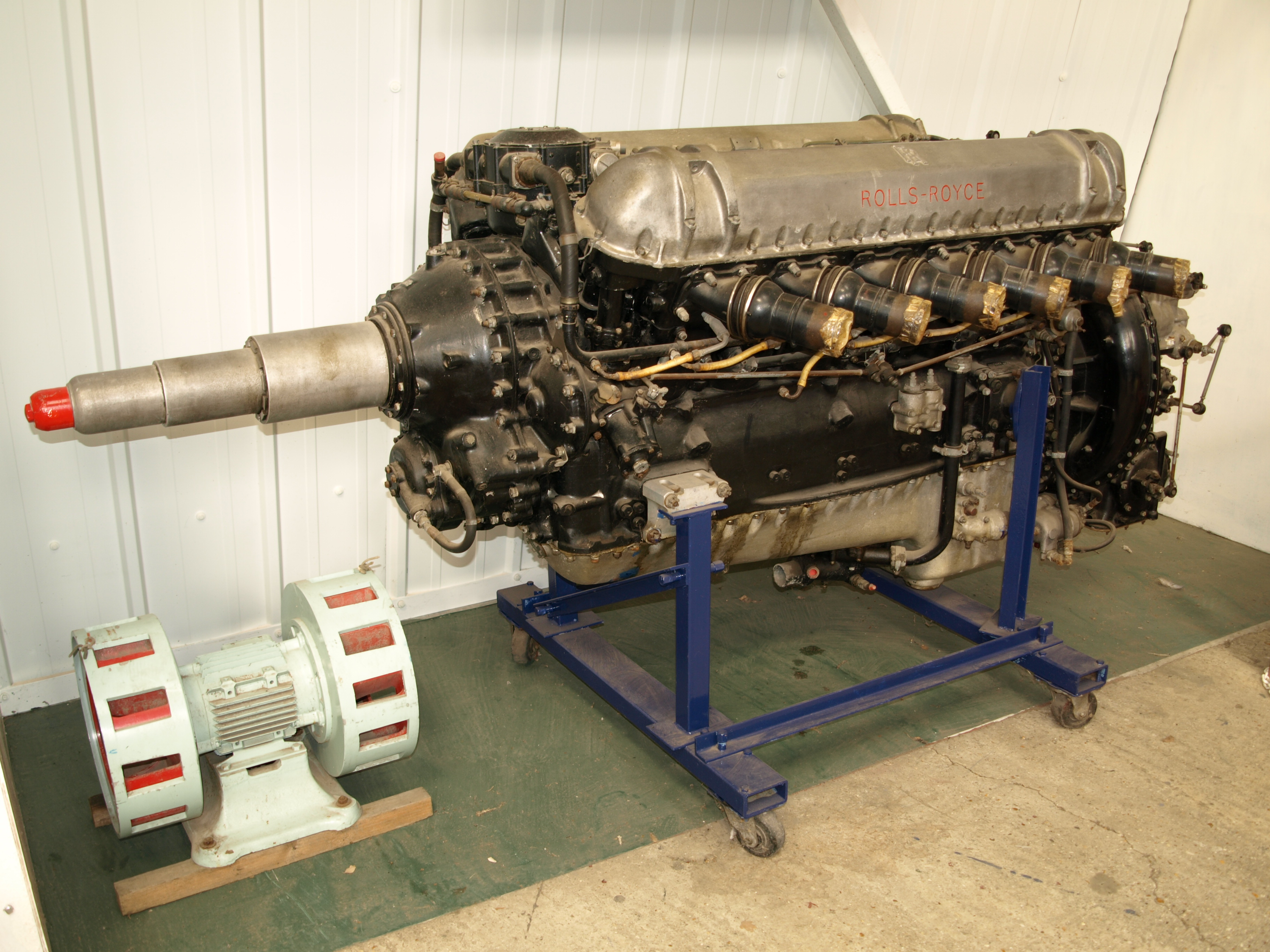
Rolls-Royce Griffon
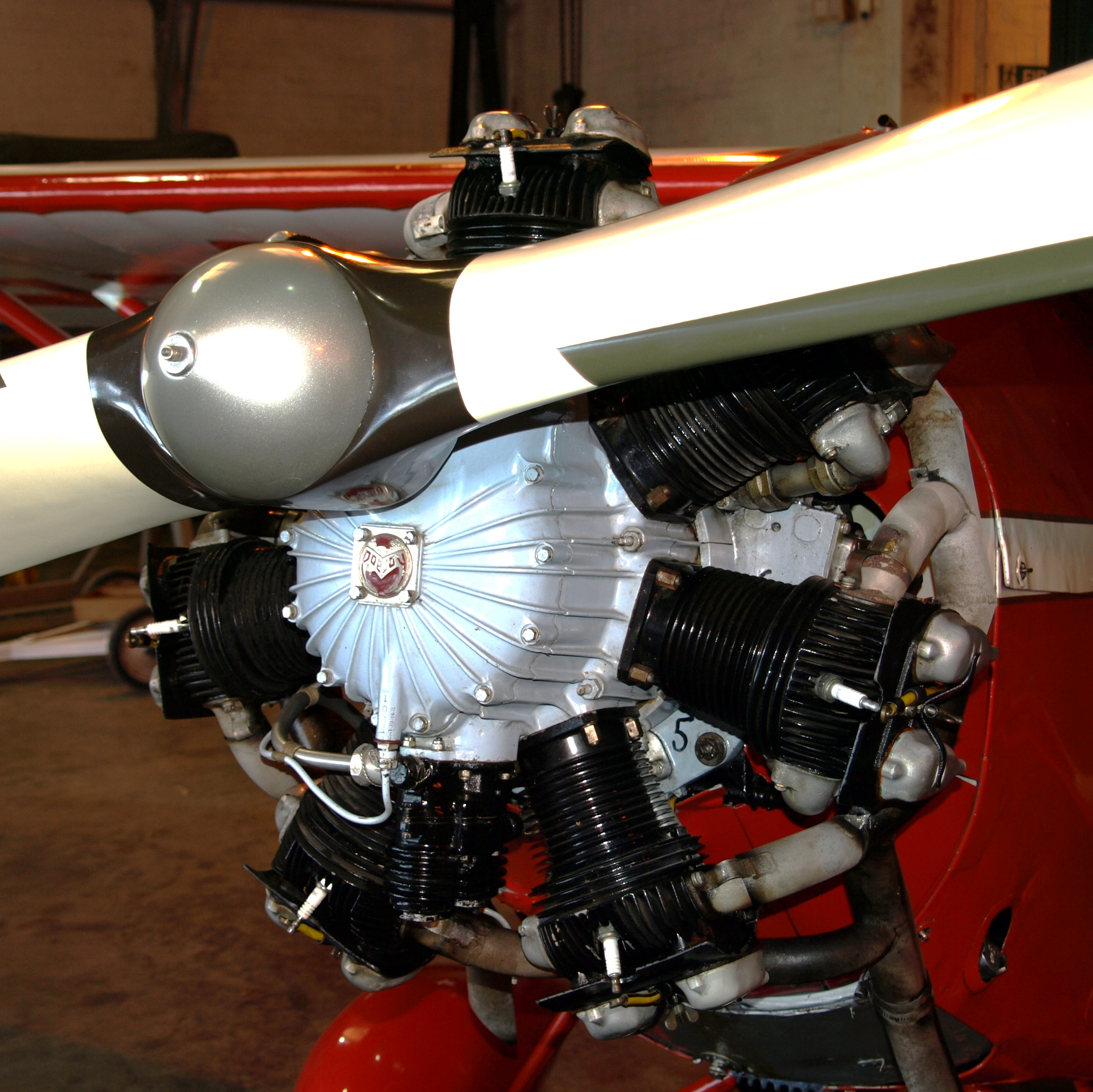
Pobjoy Niagara